# Джевица (Војводство лођско)
Джевица (пољ. Drzewica) град је у Пољској у Војводству лођском. По подацима из 2012. године број становника у месту је био 3994.
.

## Становништво
| 2012. |
| ----- |
| 3.994 |